# 3-硝基-1,2,4-三唑-5-酮
3-硝基-1,2,4-三唑-5-酮（代号：NTO）是一种性能优良的钝感炸药，其兼具黑索金的爆轰性能与TATB的钝感特性，在粘结炸药和多组分推进剂领域有广阔的应用前景。除军事应用外，该药还可与部分无水硝酸盐组成产气速度快、无毒且不会意外爆轰的安全气囊气体发生剂。
为便于叙述，下文统一称3-硝基-1,2,4-三唑-5-酮为NTO。

## 物理性质
NTO有α和β两种晶型，其中α型为稳定形态，β型则难以在单晶状态下维持其性质。α型属三斜晶系，空间群为P1，其晶胞参数为a=0.512nm，b=1.030nm，c=1.790nm，α=106.7°，β=97.7°，γ=90.2°。β型属单斜晶系，空间群为P21/c，其晶胞参数为a=0.93255nm，b=0.54503nm，c=9.0400nm，β=101.474°，V=0.450291nm3。
NTO可溶于水、乙醇和丙酮，易溶于二甲基亚砜、二甲基甲酰胺和N-甲基吡咯烷酮，且其溶解度随温度上升而提升明显：4.85°C时，NTO在水和N-甲基吡咯烷酮中的溶解度分别为0.72g和39.02g，至100°C时，其数值已分别提升至10g和66.84g。
NTO外观呈白色或淡黄色结晶，晶体密度为1.93g/cm3。NTO热安定性能较好，在100°C的真空环境下放置48小时，其放气量仅为0.2cm3/g。此外，NTO与梯恩梯、黑索金、奥克托今等常见炸药及端羟基聚丁二烯、蜡、铝粉等添加剂的相容性也较好，利于其作为混合炸药组成成分使用。

## 制备工艺

### 合成方法
NTO最早通过硝化1,2,4-三唑-5-酮制得，后经改进形成以盐酸氨基脲和甲酸为原料，经两步反应合成的工艺路径。此后，各国科研人员又在该工艺的基础上进行改良，最终形成“一锅合成”的制备方法。
1,2,4-三唑-5-酮可由多种方法制备，如将该物质的衍生物脱去官能团、将丙酮缩氨脲与甲酸混合加热等，但这些方法均存在一定问题，难以大规模生产使用。较为合适的方法是将盐酸氨基脲与85%甲酸混合煮沸，氨基脲可以在脱去盐酸的同时完成环化和酰化，最终得到目标产物，该方法的收率约为64%。
向1,2,4-三唑-5-酮中加入浓硝酸硝化可得到最终产物NTO，该反应的产率随硝酸浓度的上升而先提高再下降，直接使用发烟硝酸则会使原料炭化，无法得到相应产物。此外，合成时的反应温度也会对生产效率和得率造成一定影响，温度上升可以提升反应速率，但相关副反应也会相应增加，且增加程度和增加速率又受到硝酸浓度影响。反应流程示意图如下：

NTO的制备可以采用“一锅法”实现。先将甲酸预热，随后加入盐酸氨基脲共热反应一定时间，之后减压蒸干甲酸，产物冷却后加入冰水降温到0至5°C。随后分批加入较稀的硝酸，缓慢升温并最终保持在适中温度一段时间后即可得到产物，最终产率可达75%。

### 改性方法
一般工艺制得的NTO晶体呈棒状，其粒径较大，晶体缺陷也较多，导致整体感度偏高，使用重结晶和超细化等方法改变晶体特征可有效转变该药相关性质。
将NTO的水溶液铺展在玻璃片上自然挥发可获得树枝状晶体，该形貌下晶体热分解失重率较低。使用超声波照射恒定速率冷却的NTO的水、二甲基亚砜或二氯甲烷溶液，可生成粒径较小的立方体状晶体，明显改善药剂感度和爆轰性能。使用丙酮作为溶剂在极低气压环境下重结晶可得到粒径小于1微米的立方体状晶体，进一步改善药剂性能。此外，使用水和N-甲基吡咯烷酮的混合溶剂，添加适当表面活性剂重结晶还可得到球形NTO，显著降低感度。
除使用上述方法改变晶体形貌外，以一定技术手段细化NTO也可显著改善其性能。以丙酮为溶剂，在适当条件下使用喷雾干燥技术可制得平均粒径仅1.2微米的球形NTO，明显改善其酸性及热稳定性。将二氧化碳通入NTO的丙酮饱和溶液，在适当条件下保压后分离可制得多种粒径区间的NTO产品，利于混合炸药组分的定向选取。将NTO的水溶液雾化后喷入液氮中可以将粒径减小至约70纳米，此时NTO感度明显下降但热稳定性能也有所降低。此外，还可通过将NTO溶液喷入非溶剂以获取细化的产物，在合适条件下，其产物粒径也可减小至0.2微米。

## 爆炸性能
NTO的氧平衡为-24.6%，属负氧平衡炸药。其爆容为855L/kg，爆热为3148kJ/kg，最大爆压35GPa，1.8g/cm3时爆速7860m/s，1.91g/cm3时爆速8500m/s。

## 毒性及危害
NTO对大鼠和小鼠的急性经口半数致死量均超过5000mg/kg，属实际无毒类物质。在对兔的相关实验中，NTO表现出对皮肤有轻微刺激性，少数实验动物有眼部刺激情况发生。在对鼠的急性毒性吸入实验中，实验鼠暴露于0.18mg/L的高浓度NTO气溶胶中也未出现毒性表现。
NTO的危害主要体现于雄性大鼠在高剂量暴露下所表现出的睪丸毒性，主要特征包括睪丸发育不良、精子减少等，但多个研究团队对此类影响发生的所需剂量和严重程度存在争议。此外，部分研究认为高剂量NTO还会损害大鼠的肝脏和肾脏。